# Lista odcinków serialu Beverly Hills, 90210
Poniżej znajduje się lista odcinków Beverly Hills, 90210, amerykańskiego serialu telewizyjnego dla młodzieży, emitowanego w latach 1990-2000 w USA oraz wielokrotnie w Polsce.
Powstało 293 odcinki w tym odcinek pilotowy, który jest dwuczęściowy, oraz 11 odcinków specjalnych.

## Przegląd sezonów
| Seria | Seria | Odcinki | Pierwsza emisja FOX | Pierwsza emisja FOX | Pierwsza emisja TVP1 (sezony 1-2)/ TVP2 (sezony 2-4)/ TVN (sezony 4-10) | Pierwsza emisja TVP1 (sezony 1-2)/ TVP2 (sezony 2-4)/ TVN (sezony 4-10) | Wydania DVD       | Wydania DVD       | Wydania DVD         |
| Seria | Seria | Odcinki | Premiera            | Finał               | Premiera                                                                | Finał                                                                   | Region 1          | Region 2          | Region 4            |
| ----- | ----- | ------- | ------------------- | ------------------- | ----------------------------------------------------------------------- | ----------------------------------------------------------------------- | ----------------- | ----------------- | ------------------- |
|       | 1     | 22      | 4 października 1990 | 9 maja 1991         | 26 lutego 1994                                                          | 3 grudnia 1994                                                          | 7 listopada 2006  | 15 listopada 2006 | 1 listopada 2006    |
|       | 2     | 28      | 11 lipca 1991       | 7 maja 1992         | 10 grudnia 1994                                                         | 3 listopada 1996                                                        | 1 maja 2007       | 27 lipca 2007     | 1 maja 2007         |
|       | 3     | 30      | 15 lipca 1992       | 19 maja 1993        | 10 listopada 1996                                                       | 8 czerwca 1997                                                          | 11 grudnia 2007   | 24 marca 2008     | 6 grudnia 2007      |
|       | 4     | 32      | 8 września 1993     | 25 maja 1994        | 15 czerwca 1997                                                         | 19 marca 1998                                                           | 29 kwietnia 2008  | 1 września 2008   | 5 czerwca 2008      |
|       | 5     | 32      | 7 września 1994     | 24 maja 1995        | 20 marca 1998                                                           | 1 maja 1998                                                             | 29 lipca 2008     | 9 lutego 2009     | 2 października 2008 |
|       | 6     | 32      | 13 września 1995    | 22 maja 1996        | 3 kwietnia 2002                                                         | 21 maja 2002                                                            | 25 listopada 2008 | 21 maja 2009      | 2 kwietnia 2009     |
|       | 7     | 32      | 21 sierpnia 1996    | 21 maja 1997        | 22 maja 2002                                                            | 6 września 2002                                                         | 7 kwietnia 2009   | 14 września 2009  | 1 października 2009 |
|       | 8     | 32      | 10 września 1997    | 20 maja 1998        | 9 września 2002                                                         | 22 października 2002                                                    | 24 listopada 2009 | 22 marca 2010     | 6 maja 2010         |
|       | 9     | 26      | 16 września 1998    | 19 maja 1999        | 23 października 2002                                                    | 3 grudnia 2002                                                          | 2 lutego 2010     | 21 czerwca 2010   | 1 lipca 2010        |
|       | 10    | 27      | 8 września 1999     | 17 maja 2000        | 4 grudnia 2002                                                          | 17 stycznia 2003                                                        | 2 listopada 2010  | 30 sierpnia 2010  | 16 września 2010    |
|       | S     | 11      | 18 września 1992    | 4 lutego 2015       | 27 grudnia 1998                                                         | 27 grudnia 1998                                                         | brak danych       | brak danych       | brak danych         |
|       | Film  | 1       | 3 października 2015 | 3 października 2015 | nieemitowany                                                            | nieemitowany                                                            | brak danych       | brak danych       | brak danych         |

## Seria 1: 1990-1991
| №  | #  | Tytuł                                        | Reżyseria                 | Scenariusz                      | Premiera             | Premiera w Polsce                                                       |
| -- | -- | -------------------------------------------- | ------------------------- | ------------------------------- | -------------------- | ----------------------------------------------------------------------- |
| 1  | 1  | Class of Beverly Hills: Part 1-2 (Część 1-2) | Tim Hunter                | Darren Star                     | 4 października 1990  | 26 lutego 1994 (TVP1) 10 września 1995 (TVP2) 6 października 1997 (TVN) |
| 2  | 2  | The Green Room                               | Michael Uno               | David Stenn                     | 11 października 1990 | 5 marca 1994 (TVP1) 17 września 1995 (TVP2)                             |
| 3  | 3  | Every Dream Has Its Price (Tag)              | Gross Adams               | Amy Spies                       | 18 października 1990 | 12 marca 1994 (TVP1) 24 września 1995 (TVP2)                            |
| 4  | 4  | The First Time                               | Bethany Rooney Hillshafer | Darren Star                     | 25 października 1990 | 19 marca 1994 (TVP1) 1 października 1995 (TVP2)                         |
| 5  | 5  | One on One                                   | Artie Mandelberg          | Charles Rosin                   | 1 listopada 1990     | 26 marca 1994 (TVP1) 8 października 1995 (TVP2)                         |
| 6  | 6  | Higher Education                             | Artie Mandelberg          | Jordan Budde                    | 15 listopada 1990    | 2 kwietnia 1994 (TVP1) 15 października 1995 (TVP2)                      |
| 7  | 7  | Perfect Mom                                  | Bethany Rooney Hillshafer | Darren Star                     | 22 listopada 1990    | 9 kwietnia 1994 (TVP1) 22 października 1995 (TVP2)                      |
| 8  | 8  | The 17 Year Itch                             | Jefferson Kibbee          | Amy Spies                       | 29 listopada 1990    | 16 kwietnia 1994 (TVP1) 29 października 1995 (TVP2)                     |
| 9  | 9  | The Gentle Art of Listening                  | Daniel Attias             | Charles Rosin                   | 6 grudnia 1990       | 23 kwietnia 1994 (TVP1) 5 listopada 1995 (TVP2)                         |
| 10 | 10 | Isn’t It Romantic?                           | Nancy Malone              | Karen Rosin                     | 3 stycznia 1991      | 30 kwietnia 1994 (TVP1) 12 listopada 1995 (TVP2)                        |
| 11 | 11 | B.Y.O.B.                                     | Miles Watkins             | Jordan Budde                    | 10 stycznia 1991     | 7 maja 1994 (TVP1) 19 listopada 1995 (TVP2)                             |
| 12 | 12 | One Man and a Baby                           | Burt Brinckerhoff         | Amy Spies & Darren Star         | 24 stycznia 1991     | 14 maja 1994 (TVP1) 26 listopada 1995 (TVP2)                            |
| 13 | 13 | Slumber Party                                | Charles Braverman         | Story: Darren Star              | 31 stycznia 1991     | 21 maja 1994 (TVP1) 3 grudnia 1995 (TVP2)                               |
| 14 | 14 | East Side Story                              | Daniel Attias             | Carmen Sternwood                | 14 lutego 1991       | 8 października 1994 (TVP1) 10 grudnia 1995 (TVP2)                       |
| 15 | 15 | Palm Springs Weekend                         | Jefferson Kibbee          | Jordan Budde                    | 21 lutego 1991       | 15 października 1994 (TVP1) 17 grudnia 1995 (TVP2)                      |
| 16 | 16 | Fame is Where You Find It                    | Paul Schneider            | Charles Rosin & Karen Rosin     | 28 lutego 1991       | 22 października 1994 (TVP1) 31 grudnia 1995 (TVP2)                      |
| 17 | 17 | Stand (Up) and Deliver                       | Burt Brinckerhoff         | Amy Spies                       | 7 marca 1991         | 29 października 1994 (TVP1) 7 stycznia 1996 (TVP2)                      |
| 18 | 18 | It’s Only a Test                             | Charles Braverman         | Darren Star                     | 28 marca 1991        | 5 listopada 1994 (TVP1) 14 stycznia 1996 (TVP2)                         |
| 19 | 19 | April is the Cruelest Month                  | Daniel Attias             | Steve Wasserman & Jessica Klein | 11 kwietnia 1991     | 12 listopada 1994 (TVP1) 21 stycznia 1996 (TVP2)                        |
| 20 | 20 | Spring Training                              | Burt Brinckerhoff         | Charles Rosin                   | 25 kwietnia 1991     | 19 listopada 1994 (TVP1) 28 stycznia 1996 (TVP2)                        |
| 21 | 21 | Spring Dance                                 | Darren Star               | Darren Star                     | 2 maja 1991          | 26 listopada 1994 (TVP1) 4 lutego 1996 (TVP2)                           |
| 22 | 22 | Home Again                                   | Charles Braverman         | Amy Spies                       | 9 maja 1991          | 3 grudnia 1994 (TVP1) 11 lutego 1996 (TVP2)                             |

## Seria 2: 1991-1992
| №  | #  | Tytuł                                       | Reżyseria         | Scenariusz                      | Premiera             | Premiera w Polsce                                  |
| -- | -- | ------------------------------------------- | ----------------- | ------------------------------- | -------------------- | -------------------------------------------------- |
| 23 | 1  | Beach Blanket Brandon                       | Charles Braverman | Darren Star                     | 11 lipca 1991        | 10 grudnia 1994 (TVP1) 18 lutego 1996 (TVP2)       |
| 24 | 2  | The Party Fish                              | Daniel Attias     | Charles Rosin                   | 18 lipca 1991        | 17 grudnia 1994 (TVP1) 25 lutego 1996 (TVP2)       |
| 25 | 3  | Summer Storm                                | Charles Braverman | Steve Wasserman & Jessica Klein | 25 lipca 1991        | 31 grudnia 1994 (TVP1) 3 marca 1996 (TVP2)         |
| 26 | 4  | Anaconda                                    | Daniel Attias     | Jonathan Roberts                | 1 sierpnia 1991      | 7 stycznia 1995 (TVP1) 10 marca 1996 (TVP2)        |
| 27 | 5  | Play it Again, David                        | Charles Braverman | Sherri Ziff                     | 8 sierpnia 1991      | 14 stycznia 1995 (TVP1) 17 marca 1996 (TVP2)       |
| 28 | 6  | Pass, Not Pass                              | Jefferson Kibbee  | Allison Adler                   | 15 sierpnia 1991     | 21 stycznia 1995 (TVP1) 24 marca 1996 (TVP2)       |
| 29 | 7  | Camping Trip                                | Jeff Melman       | Karen Rosin                     | 29 sierpnia 1991     | 28 stycznia 1995 (TVP1) 31 marca 1996 (TVP2)       |
| 30 | 8  | Wild Fire                                   | Daniel Attias     | Steve Wasserman & Jessica Klein | 12 września 1991     | 4 lutego 1995 (TVP1) 14 kwietnia 1996 (TVP2)       |
| 31 | 9  | Ashes to Ashes                              | Charles Braverman | Charles Rosin & Judi Ann Mason  | 19 września 1991     | 11 lutego 1995 (TVP1) 21 kwietnia 1996 (TVP2)      |
| 32 | 10 | Necessity is a Mother                       | Jefferson Kibbee  | Steve Wasserman & Jessica Klein | 26 września 1991     | 18 lutego 1995 (TVP1) 28 kwietnia 1996 (TVP2)      |
| 33 | 11 | Leading from the Heart                      | Daniel Attias     | Darren Star                     | 10 października 1991 | 25 lutego 1995 (TVP1) 5 maja 1996 (TVP2)           |
| 34 | 12 | Down and Out (of District) in Beverly Hills | Charles Braverman | Karen Rosin & Allison Adler     | 17 października 1991 | 4 marca 1995 (TVP1) 12 maja 1996 (TVP2)            |
| 35 | 13 | Halloween                                   | Michael Katleman  | Jonathan Roberts                | 31 października 1991 | 11 marca 1995 (TVP1) 19 maja 1996 (TVP2)           |
| 36 | 14 | The Next 50 Years                           | Daniel Attias     | Karen Rosin & Charles Rosin     | 7 listopada 1991     | 18 marca 1995 (TVP1) 26 maja 1996 (TVP2)           |
| 37 | 15 | U4EA                                        | Charles Braverman | Allison Adler                   | 14 listopada 1991    | 25 marca 1995 (TVP1) 2 czerwca 1996 (TVP2)         |
| 38 | 16 | My Desperate Valentine                      | Jeff Melman       | Michael Swerdlick               | 21 listopada 1991    | 1 kwietnia 1995 (TVP1) 9 czerwca 1996 (TVP2)       |
| 39 | 17 | Chuckie’s Back                              | Bradley Gross     | Steve Wasserman & Jessica Klein | 12 grudnia 1991      | 8 kwietnia 1995 (TVP1) 16 czerwca 1996 (TVP2)      |
| 40 | 18 | Walsh Family Christmas                      | Darren Star       | Darren Star                     | 19 grudnia 1991      | 22 kwietnia 1995 (TVP1) 23 czerwca 1996 (TVP2)     |
| 41 | 19 | Fire and Ice                                | Jeff Melman       | Carl Sautter                    | 9 stycznia 1992      | 29 kwietnia 1995 (TVP1) 30 czerwca 1996 (TVP2)     |
| 42 | 20 | A Competitive Edge                          | David Carson      | Douglas Brooks West             | 23 stycznia 1992     | 6 maja 1995 (TVP1) 7 lipca 1996 (TVP2)             |
| 43 | 21 | Everybody’s Talkin’ ‘Bout It                | Daniel Attias     | Karen Rosin & Charles Rosin     | 6 lutego 1992        | 13 maja 1995 (TVP1) 15 września 1996 (TVP2)        |
| 44 | 22 | And Baby Makes Five                         | Bill D’Elia       | Steve Wasserman & Jessica Klein | 13 lutego 1992       | 20 maja 1995 (TVP1) 22 września 1996 (TVP2)        |
| 45 | 23 | Cardio - Funk                               | Daniel Attias     | Steve Wasserman & Jessica Klein | 27 lutego 1992       | 27 maja 1995 (TVP1) 29 września 1996 (TVP2)        |
| 46 | 24 | The Pit and the Pendulum                    | Daniel Attias     | Larry Barber & Paul Barber      | 19 marca 1992        | 3 czerwca 1995 (TVP1) 6 października 1996 (TVP2)   |
| 47 | 25 | Meeting Mr. Pony                            | Bradley Gross     | Jonathan Lemkin                 | 2 kwietnia 1992      | 10 czerwca 1995 (TVP1) 13 października 1996 (TVP2) |
| 48 | 26 | Things to Do on a Rainy Day                 | Bethany Rooney    | Jonathan Roberts & Maria Semple | 23 kwietnia 1992     | 17 czerwca 1995 (TVP1) 20 października 1996 (TVP2) |
| 49 | 27 | Mexican Standoff                            | Bradley Gross     | Steve Wasserman & Jessica Klein | 30 kwietnia 1992     | 24 czerwca 1995 (TVP1) 27 października 1996 (TVP2) |
| 50 | 28 | Wedding Bell Blues                          | Charles Braverman | Darren Star                     | 7 maja 1992          | nieemitowany (TVP1) 3 listopada 1996 (TVP2)        |

## Seria 3: 1992-1993
| №  | #  | Tytuł                                         | Reżyseria          | Scenariusz           | Premiera             | Premiera w Polsce (TVP2) |
| -- | -- | --------------------------------------------- | ------------------ | -------------------- | -------------------- | ------------------------ |
| 51 | 1  | Misery Loves Company                          | Jeffrey Melman     | Jessica Klein        | 15 lipca 1992        | 10 listopada 1996        |
| 52 | 2  | The Twins, the Trustee, and the Very Big Trip | David Carson       | Charles Rosin        | 22 lipca 1992        | 17 listopada 1996        |
| 53 | 3  | Too Little, Too Late/Paris 75001              | Daniel Attias      | Karen Rosin          | 29 lipca 1992        | 24 listopada 1996        |
| 54 | 4  | Sex, Lies and Volleyball/Photo Fini           | Jeffrey Melman     | Kenneth Biller       | 5 sierpnia 1992      | 1 grudnia 1996           |
| 55 | 5  | Shooting Star/American in Paris               | Daniel Attias      | Jessica Klein        | 12 sierpnia 1992     | 8 grudnia 1996           |
| 56 | 6  | Castles in the Sand                           | Paul Lazarus       | Ann Donahue          | 19 sierpnia 1992     | 15 grudnia 1996          |
| 57 | 7  | Song of Myself                                | Jeffrey Melman     | Kenneth Biller       | 9 września 1992      | 22 grudnia 1996          |
| 58 | 8  | The Back Story                                | Bradley M. Gross   | Karen Rosin          | 16 września 1992     | 29 grudnia 1996          |
| 59 | 9  | Highwire                                      | Bethany Rooney     | Star Frohman         | 1 października 1992  | 5 stycznia 1997          |
| 60 | 10 | Home and Away                                 | Jack Bender        | Chip Johannessen     | 7 października 1992  | 12 stycznia 1997         |
| 61 | 11 | A Presumption of Innocence                    | Bethany Rooney     | Karen Rosin          | 21 października 1992 | 19 stycznia 1997         |
| 62 | 12 | Destiny Rides Again                           | Christopher Hibler | Jessica Klein        | 4 listopada 1992     | 26 stycznia 1997         |
| 63 | 13 | Rebel with a Cause                            | Daniel Attias      | Star Frohman         | 11 listopada 1992    | 2 lutego 1997            |
| 64 | 14 | Wild Horses                                   | Bobby Roth         | Kenneth Biller       | 18 listopada 1992    | 9 lutego 1997            |
| 65 | 15 | The Kindness of Strangers                     | Richard Lang       | Jessica Klein        | 25 listopada 1992    | 16 lutego 1997           |
| 66 | 16 | It's a Totally Happening Life                 | Richard Lang       | Charles Rosin        | 16 grudnia 1992      | 23 lutego 1997           |
| 67 | 17 | The Game Is Chicken                           | Jack Bender        | Darren Star          | 6 stycznia 1993      | 2 marca 1997             |
| 68 | 18 | Midlife... Now What?                          | Robert Becker      | Lana Freistat Melman | 13 stycznia 1993     | 9 marca 1997             |
| 69 | 19 | Back in the High Life Again                   | Bill D’Elia        | Jessica Klein        | 27 stycznia 1993     | 16 marca 1997            |
| 70 | 20 | Parental Guidance Recommended                 | Gwen Arner         | Darren Star          | 3 lutego 1993        | 23 marca 1997            |
| 71 | 21 | Dead End                                      | Jeffrey Melman     | Star Frohman         | 10 lutego 1993       | 6 kwietnia 1997          |
| 72 | 22 | The Child Is Father to the Man                | James Whitmore Jr. | Charles Rosin        | 17 lutego 1993       | 13 kwietnia 1997         |
| 73 | 23 | Duke's Bad Boy                                | Robert Becker      | Jessica Klein        | 3 marca 1993         | 20 kwietnia 1997         |
| 74 | 24 | Perfectly Perfect                             | Bethany Rooney     | Gillian Horvath      | 24 marca 1993        | 27 kwietnia 1997         |
| 75 | 25 | Senior Poll                                   | Christopher Hibler | Darren Star          | 7 kwietnia 1993      | 4 maja 1997              |
| 76 | 26 | She Came in Through the Bathroom Window       | Jason Priestley    | Ken Stringer         | 21 kwietnia 1993     | 11 maja 1997             |
| 77 | 27 | A Night to Remember                           | Richard Lang       | Jessica Klein        | 28 kwietnia 1993     | 18 maja 1997             |
| 78 | 28 | Something in the Air                          | James Whitmore Jr. | Jessica Klein        | 12 maja 1993         | 25 maja 1997             |
| 79 | 29 | Commencement: Part 1 (Część 1)                | Daniel Attias      | Charles Rosin        | 19 maja 1993         | 1 czerwca 1997           |
| 80 | 30 | Commencement: Part 2 (Część 2)                | Daniel Attias      | Charles Rosin        | 19 maja 1993         | 8 czerwca 1997           |

## Seria 4: 1993-1994
| №   | #  | Tytuł                                          | Reżyseria                     | Scenariusz           | Premiera             | Premiera w Polsce                            |
| --- | -- | ---------------------------------------------- | ----------------------------- | -------------------- | -------------------- | -------------------------------------------- |
| 81  | 1  | So Long, Farewell, Auf Wiedersehen, Goodbye    | Bill D’Elia                   | Charles Rosin        | 8 września 1993      | 15 czerwca 1997 (TVP2) 4 lutego 1998 (TVN)   |
| 82  | 2  | The Girl from New York City                    | Jeffrey Melman                | Jessica Klein        | 15 września 1993     | 22 czerwca 1997 (TVP2) 5 lutego 1998 (TVN)   |
| 83  | 3  | The Little Fish                                | Gilbert M. Shilton            | Larry Mollin         | 22 września 1993     | 29 czerwca 1997 (TVP2) 6 lutego 1998 (TVN)   |
| 84  | 4  | Greek to Me                                    | Bethany Rooney                | Chip Johannessenf    | 29 września 1993     | 6 lipca 1997 (TVP2) 9 lutego 1998 (TVN)      |
| 85  | 5  | Radio Daze                                     | Richard Lang                  | Richard Gollance     | 6 października 1993  | 13 lipca 1997 (TVP2) 10 lutego 1998 (TVN)    |
| 86  | 6  | Strangers in the Night                         | James Eckhouse                | Jennifer Flackett    | 13 października 1993 | 20 lipca 1997 (TVP2) 11 lutego 1998 (TVN)    |
| 87  | 7  | Moving Targets                                 | Paul Schneider                | Larry Mollin         | 20 października 1993 | 27 lipca 1997 (TVP2) 12 lutego 1998 (TVN)    |
| 88  | 8  | Twenty Years Ago Today                         | James Whitmore Jr.            | Jessica Klein        | 27 października 1993 | 3 sierpnia 1997 (TVP2) 13 lutego 1998 (TVN)  |
| 89  | 9  | Otherwise Engaged                              | Daniel Attias & Chip Chalmers | Jennifer Flackett    | 3 listopada 1993     | 10 sierpnia 1997 (TVP2) 16 lutego 1998 (TVN) |
| 90  | 10 | And Did It... My Way                           | Jason Priestley               | Richard Gollance     | 10 listopada 1993    | 17 sierpnia 1997 (TVP2) 17 lutego 1998 (TVN) |
| 91  | 11 | Take Back the Night                            | James Whitmore Jr.            | Chip Johannessen     | 17 listopada 1993    | 24 sierpnia 1997 (TVP2) 18 lutego 1998 (TVN) |
| 92  | 12 | Radar Love                                     | Paul Schneider                | Jessica Klein        | 24 listopada 1993    | 31 sierpnia 1997 (TVP2) 19 lutego 1998 (TVN) |
| 93  | 13 | Emily                                          | Richard Lang                  | Jessica Klein        | 1 grudnia 1993       | nieemitowany (TVP2) 20 lutego 1998 (TVN)     |
| 94  | 14 | Windstruck                                     | Gilbert M. Shilton            | Richard Gollance     | 15 grudnia 1993      | nieemitowany (TVP2) 23 lutego 1998 (TVN)     |
| 95  | 15 | Somewhere in the World it's Christmas          | Bradley M. Gross              | Charles Rosin        | 22 grudnia 1993      | nieemitowany (TVP2) 24 lutego 1998 (TVN)     |
| 96  | 16 | Crunch Time                                    | Les Landau                    | Richard Gollance     | 5 stycznia 1994      | nieemitowany (TVP2) 25 lutego 1998 (TVN)     |
| 97  | 17 | Thicker Than Water                             | Michael Lange                 | Lana Freistat Melman | 12 stycznia 1994     | nieemitowany (TVP2) 26 lutego 1998 (TVN)     |
| 98  | 18 | Heartbreaker                                   | Paul Schneider                | Chip Johannessen     | 26 stycznia 1994     | nieemitowany (TVP2) 27 lutego 1998 (TVN)     |
| 99  | 19 | The Labors of Love                             | Jefferson Kibbee              | Christine Pettit     | 2 lutego 1994        | nieemitowany (TVP2) 2 marca 1998 (TVN)       |
| 100 | 20 | Scared Very Straight                           | Chip Chalmers                 | Gary Rosen           | 9 lutego 1994        | nieemitowany (TVP2) 3 marca 1998 (TVN)       |
| 101 | 21 | Addicted to Love                               | Les Landau                    | Richard Gollance     | 16 lutego 1994       | nieemitowany (TVP2) 4 marca 1998 (TVN)       |
| 102 | 22 | Change Partners                                | Bethany Rooney                | Chip Johannessen     | 23 lutego 1994       | nieemitowany (TVP2) 5 marca 1998 (TVN)       |
| 103 | 23 | A Pig is a Boy is a Dog                        | Daniel Attias                 | Richard Gollance     | 2 marca 1994         | nieemitowany (TVP2) 6 marca 1998 (TVN)       |
| 104 | 24 | Cuffs and Links                                | Gilbert M. Shilton            | Jessica Klein        | 16 marca 1994        | nieemitowany (TVP2) 9 marca 1998 (TVN)       |
| 105 | 25 | The Time has Come Today                        | Jason Priestley               | Mick Gallinson       | 23 marca 1994        | nieemitowany (TVP2) 10 marca 1998 (TVN)      |
| 106 | 26 | Blind Spot                                     | Michael Lange                 | Ken Stringer         | 6 kwietnia 1994      | nieemitowany (TVP2) 11 marca 1998 (TVN)      |
| 107 | 27 | Divas                                          | David Semel                   | Larry Mollin         | 20 kwietnia 1994     | nieemitowany (TVP2) 12 marca 1998 (TVN)      |
| 108 | 28 | Acting Out                                     | Jeffrey Melman                | Chip Johannessen     | 27 kwietnia 1994     | nieemitowany (TVP2) 13 marca 1998 (TVN)      |
| 109 | 29 | Truth and Consequences                         | James Eckhouse                | Richard Gollance     | 4 maja 1994          | nieemitowany (TVP2) 16 marca 1998 (TVN)      |
| 110 | 30 | Vital Signs                                    | Daniel Attias                 | Larry Mollin         | 11 maja 1994         | nieemitowany (TVP2) 17 marca 1998 (TVN)      |
| 111 | 31 | Mr. Walsh Goes to Washington: Part 1 (Część 1) | Michael Lange                 | Jessica Klein        | 25 maja 1994         | nieemitowany (TVP2) 18 marca 1998 (TVN)      |
| 112 | 32 | Mr. Walsh Goes to Washington: Part 2 (Część 2) | Michael Lange                 | Jessica Klein        | 25 maja 1994         | nieemitowany (TVP2) 19 marca 1998 (TVN)      |

## Seria 5: 1994-1995
| №   | #  | Tytuł                                              | Reżyseria          | Scenariusz                                      | Premiera             | Premiera w Polsce (TVN) |
| --- | -- | -------------------------------------------------- | ------------------ | ----------------------------------------------- | -------------------- | ----------------------- |
| 113 | 1  | What I Did on My Summer Vacation and Other Stories | Michael Lange      | Charles Rosin & Larry Mollin                    | 7 września 1994      | 20 marca 1998           |
| 114 | 2  | Under the Influence                                | Scott Paulin       | Chip Johannessen                                | 14 września 1994     | 23 marca 1998           |
| 115 | 3  | A Clean Slate                                      | Bethany Rooney     | Richard Gollance                                | 21 września 1994     | 24 marca 1998           |
| 116 | 4  | Life after Death                                   | James Whitmore Jr. | Jessica Klein & Steve Wasserman                 | 28 września 1994     | 25 marca 1998           |
| 117 | 5  | Rave On                                            | Dvaid Semel        | Larry Mollin                                    | 5 października 1994  | 26 marca 1998           |
| 118 | 6  | Homecoming                                         | Gilbert M. Shilton | Meredith Stiehm                                 | 12 października 1994 | 27 marca 1998           |
| 119 | 7  | Who's Zoomin' Who?                                 | Gabrielle Beaumont | Karen Rosin                                     | 19 października 1994 | 30 marca 1998           |
| 120 | 8  | Things that Go Bang in the Night                   | Jason Priestley    | Chip Johannessen                                | 26 października 1994 | 31 marca 1998           |
| 121 | 9  | Intervention                                       | Daniel Attias      | Jessica Klein & Steve Wasserman                 | 2 listopada 1994     | 1 kwietnia 1998         |
| 122 | 10 | The Dreams of Dylan McKay                          | Scott Paulin       | Charles Rosin                                   | 9 listopada 1994     | 2 kwietnia 1998         |
| 123 | 11 | Hate is Just a Four Letter Word                    | Les Landau         | Richard Gollance & Charles Rosin                | 16 listopada 1994    | 3 kwietnia 1998         |
| 124 | 12 | Rock of Ages                                       | David Semel        | Larry Mollin                                    | 23 listopada 1994    | 6 kwietnia 1998         |
| 125 | 13 | Up in Flames                                       | Gilbert M. Shilton | Meredith Stiehm                                 | 30 listopada 1994    | 7 kwietnia 1998         |
| 126 | 14 | Injustice for All                                  | Michael Lange      | Karen Rosin                                     | 14 grudnia 1994      | 8 kwietnia 1998         |
| 127 | 15 | Christmas Comes This Time Each Year                | Richard Lang       | Max Eisenberg & Steve Wasserman & Jessica Klein | 21 grudnia 1994      | 9 kwietnia 1998         |
| 128 | 16 | Sentenced to Life                                  | Jack Bender        | Ian Ziering & Jessica Klein & Steve Wasserman   | 4 stycznia 1995      | 10 kwietnia 1998        |
| 129 | 17 | Sweating it Out                                    | Jason Priestley    | Chip Johannessen                                | 11 stycznia 1995     | 13 kwietnia 1998        |
| 130 | 18 | Hazardous to Your Health                           | James Whitmore Jr. | Larry Mollin                                    | 18 stycznia 1995     | 14 kwietnia 1998        |
| 131 | 19 | Little Monsters                                    | James Eckhouse     | Meredith Stiehm                                 | 1 lutego 1995        | 15 kwietnia 1998        |
| 132 | 20 | You Gotta Have Heart                               | Gilbert M. Shilton | Max Eisenberg                                   | 8 lutego 1995        | 16 kwietnia 1998        |
| 133 | 21 | Stormy Weather                                     | Bethany Rooney     | Larry Mollin & Lana Freistat Melman             | 15 lutego 1995       | 17 kwietnia 1998        |
| 134 | 22 | Alone at the Top                                   | Victor Lobl        | Steve Wasserman & Jessica Klein                 | 22 lutego 1995       | 20 kwietnia 1998        |
| 135 | 23 | Love Hurts                                         | Gilbert M. Shilton | Larry Mollin & Ken Stringer                     | 1 marca 1995         | 21 kwietnia 1998        |
| 136 | 24 | Unreal World                                       | David Semel        | Larry Mollin & Meredith Stiehm                  | 15 marca 1995        | 22 kwietnia 1998        |
| 137 | 25 | Double Jeopardy                                    | Richard Lang       | Christine Elise McCarthy & Sam Sarkar           | 29 marca 1995        | 23 kwietnia 1998        |
| 138 | 26 | A Song for My Mother                               | Chip Chalmers      | Max Eisenberg                                   | 5 kwietnia 1995      | 24 kwietnia 1998        |
| 139 | 27 | Squash It                                          | Les Landau         | Larry Mollin & Phil Savath                      | 12 kwietnia 1995     | 27 kwietnia 1998        |
| 140 | 28 | Girls on the Side                                  | Victor Lobl        | Meredith Stiehm                                 | 3 maja 1995          | 28 kwietnia 1998        |
| 141 | 29 | The Real McCoy                                     | Jason Priestley    | Larry Mollin & Charles Rosin                    | 10 maja 1995         | 29 kwietnia 1998        |
| 142 | 30 | Hello Life, Goodbye Beverly Hills                  | James Whitmore Jr. | Jessica Klein & Steve Wasserman                 | 17 maja 1995         | 30 kwietnia 1998        |
| 143 | 31 | P.S. I Love You: Part 1 (Część 1)                  | Victor Lobl        | Larry Mollin & Chip Johannessen                 | 24 maja 1995         | 1 maja 1998             |
| 144 | 32 | P.S. I Love You: Part 2 (Część 2)                  | Victor Lobl        | Larry Mollin & Chip Johannessen                 | 24 maja 1995         | 1 maja 1998             |

## Seria 6: 1995-1996
| №   | #  | Tytuł                                        | Reżyseria          | Scenariusz           | Premiera             | Premiera w Polsce (TVN) |
| --- | -- | -------------------------------------------- | ------------------ | -------------------- | -------------------- | ----------------------- |
| 145 | 1  | Home Is Where The Tart Is                    | Michael Lange      | Jessica Klein        | 13 września 1995     | 3 kwietnia 2002         |
| 146 | 2  | Buffalo Gals                                 | James Whitmore Jr. | Michael Lyons        | 13 września 1995     | 4 kwietnia 2002         |
| 147 | 3  | Must Be A Guy Thing                          | Jason Priestley    | John Eisendrath      | 20 września 1995     | 5 kwietnia 2002         |
| 148 | 4  | Everything's Coming Up Roses                 | Victor Lobl        | Dinah Kirgo          | 27 września 1995     | 8 kwietnia 2002         |
| 149 | 5  | Lover’s Leap                                 | Bethany Rooney     | Ken Stringer         | 4 października 1995  | 9 kwietnia 2002         |
| 150 | 6  | Speechless                                   | David Semel        | Larry Mollin         | 18 października 1995 | 10 kwietnia 2002        |
| 151 | 7  | Violated                                     | Christopher Hibler | Larry Mollin         | 25 października 1995 | 11 kwietnia 2002        |
| 152 | 8  | Gypsies, Cramps and Fleas                    | Burt Brinckerhoff  | Christine Elise      | 1 listopada 1995     | 12 kwietnia 2002        |
| 153 | 9  | Earthquake Weather                           | Gilbert M. Shilton | Michael Lyons        | 6 listopada 1995     | 15 kwietnia 2002        |
| 154 | 10 | One Wedding And A Funeral                    | James Whitmore Jr. | Steve Wasserman      | 8 listopada 1995     | 16 kwietnia 2002        |
| 155 | 11 | Offensive Interference                       | Scott Paulin       | Larry Mollin         | 15 listopada 1995    | 17 kwietnia 2002        |
| 156 | 12 | Breast Side Up                               | David Semel        | Jessica Klein        | 22 listopada 1995    | 18 kwietnia 2002        |
| 157 | 13 | Courting                                     | Gilbert M. Shilton | John Eisendrath      | 29 listopada 1995    | 19 kwietnia 2002        |
| 158 | 14 | Fortunate Son                                | James Fargo        | John Eisendrath      | 13 grudnia 1995      | 22 kwietnia 2002        |
| 159 | 15 | Angels We Have Heard On High                 | Jason Priestley    | Larry Mollin         | 20 grudnia 1995      | 23 kwietnia 2002        |
| 160 | 16 | Turn Back The Clock                          | Graeme Lynch       | Larry Mollin         | 3 stycznia 1996      | 24 kwietnia 2002        |
| 161 | 17 | Fade In, Fade Out                            | Jason Priestley    | Jessica Klein        | 10 stycznia 1996     | 25 kwietnia 2002        |
| 162 | 18 | Snowbound                                    | Chip Chalmers      | John Whelpley        | 17 stycznia 1996     | 26 kwietnia 2002        |
| 163 | 19 | Nancy’s Choice                               | James Whitmore Jr. | John Eisendrath      | 31 stycznia 1996     | 29 kwietnia 2002        |
| 164 | 20 | Flying                                       | Chip Chalmers      | Phil Savath          | 7 lutego 1996        | 30 kwietnia 2002        |
| 165 | 21 | Bleeding Hearts                              | Jason Priestley    | Lana Freistat Melman | 14 lutego 1996       | 2 maja 2002             |
| 166 | 22 | All This And Mary Too                        | James Fargo        | Sam Sarkar           | 21 lutego 1996       | 6 maja 2002             |
| 167 | 23 | Leap Of Faith                                | Christopher Hibler | Ken Stringer         | 28 lutego 1996       | 7 maja 2002             |
| 168 | 24 | Coming Out, Getting Out, Going Out           | Gilbert M. Shilton | John Whelpley        | 13 marca 1996        | 8 maja 2002             |
| 169 | 25 | Smashed                                      | Charles Correll    | Meredith Stiehm      | 20 marca 1996        | 9 maja 2002             |
| 170 | 26 | Flirting With Disaster                       | David Semel        | John Eisendrath      | 3 kwietnia 1996      | 10 maja 2002            |
| 171 | 27 | Strike The Match                             | James Darren       | Steve Wasserman      | 10 kwietnia 1996     | 13/14 maja 2002         |
| 172 | 28 | The Big Hurt                                 | Frank Thackery     | Larry Mollin         | 1 maja 1996          | 14/15 maja 2002         |
| 173 | 29 | Ticket To Ride                               | Anson Williams     | Meredith Stiehm      | 8 maja 1996          | 16 maja 2002            |
| 174 | 30 | Ray Of Hope                                  | Gilbert M. Shilton | Jessica Klein        | 15 maja 1996         | 17 maja 2002            |
| 175 | 31 | You Say It's Your Birthday: Part 1 (Część 1) | Michael Lange      | Larry Mollin         | 22 maja 1996         | 20 maja 2002            |
| 176 | 32 | You Say It's Your Birthday: Part 2 (Część 2) | Michael Lange      | Larry Mollin         | 22 maja 1996         | 21 maja 2002            |

## Seria 7: 1996-1997
| №   | #  | Tytuł                            | Reżyseria          | Scenariusz                                 | Premiera             | Premiera w Polsce (TVN) |
| --- | -- | -------------------------------- | ------------------ | ------------------------------------------ | -------------------- | ----------------------- |
| 177 | 1  | Remember the Alamo               | James Whitmore Jr. | Larry Mollin                               | 21 sierpnia 1996     | 22 maja 2002            |
| 178 | 2  | Here We Go Again                 | Anson Williams     | Steve Wasserman                            | 28 sierpnia 1996     | 23 maja 2002            |
| 179 | 3  | A Mate for Life                  | Burt Brinckerhoff  | John Whelpley                              | 4 września 1996      | 24 maja 2002            |
| 180 | 4  | Disappearing Act                 | avid Semel         | John Eisendrath                            | 11 września 1996     | 27 maja 2002            |
| 181 | 5  | Pledging My Love                 | James Darren       | Phil Savath                                | 18 września 1996     | 28 maja 2002            |
| 182 | 6  | Housewarming                     | Chip Chalmers      | Jessica Klein                              | 25 października 1996 | 29 maja 2002            |
| 183 | 7  | Fearless                         | Harvey Frost       | Larry Mollin                               | 30 października 1996 | 31 maja 2002            |
| 184 | 8  | The Things We Do for Love        | Gilbert M. Shilton | Laurie McCarthy                            | 6 listopada 1996     | 3 czerwca 2002          |
| 185 | 9  | Loser Takes All                  | Christopher Hibler | John Eisendrath                            | 13 listopada 1996    | 4 czerwca 2002          |
| 186 | 10 | Lost in Las Vegas                | Michael Lange      | Steve Wasserman                            | 20 listopada 1996    | 5 czerwca 2002          |
| 187 | 11 | If I Had a Hammer                | Jason Priestley    | John Whelpley                              | 27 listopada 1996    | 6 czerwca 2002          |
| 188 | 12 | Judgement Day                    | David Semel        | Phil Savath                                | 11 grudnia 1996      | 7 czerwca 2002          |
| 189 | 13 | Gift Wrapped                     | Kevin Inch         | Christine Elise McCarthy                   | 18 grudnia 1996      | 10 czerwca 2002         |
| 190 | 14 | Jobbed                           | Jason Priestley    | Larry Mollin                               | 8 stycznia 1997      | 11 czerwca 2002         |
| 191 | 15 | Phantom of C.U.                  | Les Landau         | Steve Wasserman                            | 15 stycznia 1997     | 12 czerwca 2002         |
| 192 | 16 | Unnecessary Roughness            | Gilbert M. Shilton | John Whelpley                              | 22 stycznia 1997     | 13 czerwca 2002         |
| 193 | 17 | Face-Off                         | Chip Chalmers      | Laurie McCarthy                            | 29 stycznia 1997     | 14 czerwca 2002         |
| 194 | 18 | We Interrupt This Program        | Kevin Inch         | John Eisendrath                            | 5 lutego 1997        | 17 czerwca 2002         |
| 195 | 19 | My Funny Valentine               | David Semel        | Jessica Klein                              | 12 lutego 1997       | 18 czerwca 2002         |
| 196 | 20 | With This Ring                   | Jason Priestley    | Phil Savath                                | 19 lutego 1997       | 19 czerwca 2002         |
| 197 | 21 | Straight Shooter                 | Chip Chalmers      | Larry Mollin                               | 26 lutego 1997       | 20 czerwca 2002         |
| 198 | 22 | A Ripe Young Age                 | Scott Pauling      | Steve Wasserman                            | 5 marca 1997         | 21 czerwca 2002         |
| 199 | 23 | Storm Warning                    | Bethany Rooney     | John Whelpley                              | 19 marca 1997        | 24 czerwca 2002         |
| 200 | 24 | Spring Breakdown                 | Charlie Correll    | Greg Plageman & John Eisendrath            | 2 kwietnia 1997      | 25 czerwca 2002         |
| 201 | 25 | Heaven Sent                      | Anson Williams     | Phil Savath & Larry Mollin & John Whelpley | 9 kwietnia 1997      | 26 czerwca 2002         |
| 202 | 26 | The Long Goodbye                 | Les Sheldon        | Ken Stringer                               | 16 kwietnia 1997     | 27 czerwca 2002         |
| 203 | 27 | I Only Have Eyes for You         | Christopher Hibler | Laurie McCarthy                            | 23 kwietnia 1997     | 28 czerwca 2002         |
| 204 | 28 | All That Jazz                    | Kevin Inch         | Larry Mollin & Phil Savath                 | 30 kwietnia 1997     | 2 września 2002         |
| 205 | 29 | Mother’s Day                     | Chip Chalmers      | Jessica Klein                              | 7 maja 1997          | 3 września 2002         |
| 206 | 30 | Senior Week                      | Jefferson Kibbee   | John Eisendrath                            | 14 maja 1997         | 4 września 2002         |
| 207 | 31 | Graduation Day: Part 1 (Część 1) | Jason Priestley    | Larry Mollin & Phil Savath                 | 21 maja 1997         | 5 września 2002         |
| 208 | 32 | Graduation Day: Part 2 (Część 2) | Jason Priestley    | Larry Mollin & Phil Savath                 | 21 maja 1997         | 6 września 2002         |

## Seria 8: 1997-1998
| №   | #  | Tytuł                                 | Reżyseria          | Scenariusz                                                         | Premiera             | Premiera w Polsce (TVN) |
| --- | -- | ------------------------------------- | ------------------ | ------------------------------------------------------------------ | -------------------- | ----------------------- |
| 209 | 1  | Aloha Beverly Hills: Part 1 (Część 1) | Bethany Rooney     | Michael Braverman                                                  | 10 września 1997     | 9 września 2002         |
| 210 | 2  | Aloha Beverly Hills: Part 2 (Część 2) | Bethany Rooney     | Michael Braverman                                                  | 10 września 1997     | 10 września 2002        |
| 211 | 3  | Forgive and Forget                    | David Semel        | John Eisendrath                                                    | 17 września 1997     | 11 września 2002        |
| 212 | 4  | The Way We Weren't                    | Frank Thackery     | Michael Cassutt                                                    | 24 września 1997     | 12 września 2002        |
| 213 | 5  | Coming Home                           | Georg Fenady       | Laurie McCarthy                                                    | 1 października 1997  | 13 września 2002        |
| 214 | 6  | The Right Thing                       | Chip Chalmers      | Ken Stringer                                                       | 15 października 1997 | 16 września 2002        |
| 215 | 7  | Pride and Prejudice                   | Harvey Frost       | Rich Cooper                                                        | 22 października 1997 | 17 września 2002        |
| 216 | 8  | Toil and Trouble                      | Richard Denault    | Elle Triedman                                                      | 29 października 1997 | 18 września 2002        |
| 217 | 9  | Friends, Lovers and Children          | Michael Ray Rhodes | John Whelpley                                                      | 5 listopada 1997     | 19 września 2002        |
| 218 | 10 | Child of the Night                    | Les Sheldon        | John Eisendrath                                                    | 12 listopada 1997    | 20 września 2002        |
| 219 | 11 | Deadline                              | Jon Paré           | Michael Cassutt                                                    | 19 listopada 1997    | 23 września 2002        |
| 220 | 12 | Friends in Deed                       | Richard Denault    | Elle Triedman                                                      | 3 grudnia 1997       | 24 września 2002        |
| 221 | 13 | Comic Relief                          | Chip Chalmers      | John Lavachielli                                                   | 10 grudnia 1997      | 25 września 2002        |
| 222 | 14 | Santa Knows                           | Charles Correll    | Laurie McCarthy                                                    | 17 grudnia 1997      | 26 września 2002        |
| 223 | 15 | Ready or Not                          | John McPherson     | Michael Cassutt & Rich Cooper & Laurie McCarthy                    | 7 stycznia 1998      | 27 września 2002        |
| 224 | 16 | Illegal Tender                        | Anson Williams     | Ken Stringer                                                       | 14 stycznia 1998     | 30 września 2002        |
| 225 | 17 | The Elephant's Father                 | Michael Ray Rhodes | Elle Triedman & John Whelpley                                      | 21 stycznia 1998     | 1 października 2002     |
| 226 | 18 | Rebound                               | Charles Pratt Jr.  | Michael Cassutt                                                    | 28 stycznia 1998     | 2 października 2002     |
| 227 | 19 | Crimes and Misdemeanors               | Charles Correll    | Laurie McCarthy                                                    | 4 lutego 1998        | 3 października 2002     |
| 228 | 20 | Cupid's Arrow                         | Kevin Inch         | Melissa Gould                                                      | 11 lutego 1998       | 4 października 2002     |
| 229 | 21 | The Girl Who Cried Wolf               | Richard Denault    | Ken Stringer                                                       | 25 lutego 1998       | 7 października 2002     |
| 230 | 22 | Law and Disorder                      | Kevin Inch         | Doug Steinberg                                                     | 4 marca 1998         | 8 października 2002     |
| 231 | 23 | Making Amends                         | Joel J. Feigenbaum | Elle Triedman                                                      | 11 marca 1998        | 9 października 2002     |
| 232 | 24 | The Nature of Nurture                 | Michael Ray Rhodes | Michael Cassutt                                                    | 18 marca 1998        | 10 października 2002    |
| 233 | 25 | Aunt Bea's Pickles                    | Christopher Hibler | Laurie McCarthy                                                    | 25 marca 1998        | 11 października 2002    |
| 234 | 26 | All That Glitters                     | Michael Lange      | Tyler Bensinger                                                    | 1 kwietnia 1998      | 14 października 2002    |
| 235 | 27 | Reunion                               | Chip Chalmers      | Doug Steinberg                                                     | 15 kwietnia 1998     | 15 października 2002    |
| 236 | 28 | Skin Deep                             | Kim Friedman       | Elle Triedman                                                      | 29 kwietnia 1998     | 16 października 2002    |
| 237 | 29 | Ricochet                              | Anson Williams     | Laurie McCarthy                                                    | 6 maja 1998          | 17 października 2002    |
| 238 | 30 | The Fundamental Things Apply          | Harvey Frost       | Michael Cassutt & Melissa Gould                                    | 13 maja 1998         | 18 października 2002    |
| 239 | 31 | The Wedding: Part 1 (Część 1)         | Harry Harris       | John Eisendrath & Laurie McCarthy & Doug Steinberg & Elle Triedman | 20 maja 1998         | 21 października 2002    |
| 240 | 32 | The Wedding: Part 2 (Część 2)         | Harry Harris       | John Eisendrath & Laurie McCarthy & Doug Steinberg & Elle Triedman | 20 maja 1998         | 22 października 2002    |

## Seria 9: 1998-1999
| №   | #  | Tytuł                               | Reżyseria            | Scenariusz                        | Premiera             | Premiera w Polsce (TVN) |
| --- | -- | ----------------------------------- | -------------------- | --------------------------------- | -------------------- | ----------------------- |
| 241 | 1  | The Morning After                   | Anson Williams       | John Eisendrath                   | 16 września 1998     | 23 października 2002    |
| 242 | 2  | Budget Cuts                         | Chip Chalmers        | Laurie McCarthy                   | 23 września 1998     | 24 października 2002    |
| 243 | 3  | Dealer's Choice                     | Jeff Melman          | Douglas Steinberg                 | 30 września 1998     | 25 października 2002    |
| 244 | 4  | Don't Ask, Don't Tell               | Richard Denault      | Ken Stringer                      | 28 października 1998 | 28 października 2002    |
| 245 | 5  | Brandon Leaves                      | Christopher Hibler   | John Eisendrath                   | 4 listopada 1998     | 29 października 2002    |
| 246 | 6  | Confession                          | Kevin Inch           | Tyler Bensinger                   | 11 listopada 1998    | 30 października 2002    |
| 247 | 7  | You Say GoodBye, I Say Hello        | Michael Lange        | Gretchen J. Berg & Aaron Harberts | 18 listopada 1998    | 31 października 2002    |
| 248 | 8  | I'm Back Because                    | Artie Mandelberg     | John Eisendrath                   | 2 grudnia 1998       | 4 listopada 2002        |
| 249 | 9  | The Following Options               | Gabrielle Beaumont   | Laurie McCarthy                   | 9 grudnia 1998       | 5 listopada 2002        |
| 250 | 10 | Marathon Man                        | Joel J. Feigenbaum   | Douglas Steinberg                 | 16 grudnia 1998      | 6 listopada 2002        |
| 251 | 11 | How to Be the Jerk Women Love       | Harvey Frost         | John Eisendrath                   | 13 stycznia 1999     | 7 listopada 2002        |
| 252 | 12 | Trials and Tribulations             | Roy Campanella II    | Ken Stringer                      | 18 stycznia 1999     | 8 listopada 2002        |
| 253 | 13 | Withdrawal                          | Kevin Inch           | Tyler Bensinger & John Eisendrath | 25 stycznia 1999     | 12/13 listopada 2002    |
| 254 | 14 | I'm Married                         | Anson Williams       | John Eisendrath                   | 3 lutego 1999        | 14 listopada 2002       |
| 255 | 15 | Beheading St. Valentine             | Frank Thackery       | Laurie McCarthy                   | 10 lutego 1999       | 15 listopada 2002       |
| 256 | 16 | Survival Skills                     | Charles Correll      | Douglas Steinberg                 | 17 lutego 1999       | 18 listopada 2002       |
| 257 | 17 | Slipping Away                       | Roy Campanella II    | John Eisendrath                   | 3 marca 1999         | 19 listopada 2002       |
| 258 | 18 | Bobbi Dearest                       | Christian I. Nyby II | Laurie McCarthy & Tyler Bensinger | 10 marca 1999        | 20 listopada 2002       |
| 259 | 19 | The Leprechaun                      | Kevin Inch           | John Eisendrath                   | 17 marca 1999        | 21 listopada 2002       |
| 260 | 20 | Fortune Cookie                      | Luke Perry           | Douglas Steinberg & Ken Stringer  | 7 kwietnia 1999      | 22 listopada 2002       |
| 261 | 21 | I Wanna Reach Right Out and Grab Ya | Jennie Garth         | Gretchen J. Berg & Aaron Harberts | 14 kwietnia 1999     | 26 listopada 2002       |
| 262 | 22 | Local Hero                          | Joel J. Feigenbaum   | Matt Dearborn                     | 21 kwietnia 1999     | 27 listopada 2002       |
| 263 | 23 | The End of the World as We Know It  | Michael Ray Rhodes   | Tyler Bensinger                   | 28 kwietnia 1999     | 28 listopada 2002       |
| 264 | 24 | Dog's Best Friend                   | Christopher Hibler   | Laurie McCarthy                   | 5 maja 1999          | 29 listopada 2002       |
| 265 | 25 | Agony                               | Anson Williams       | Douglas Steinberg                 | 12 maja 1999         | 2 grudnia 2002          |
| 266 | 26 | That's the Guy                      | Michael Lange        | John Eisendrath                   | 19 maja 1999         | 3 grudnia 2002          |

## Seria 10: 1999-2000
| №   | #  | Tytuł                                             | Reżyseria          | Scenariusz                        | Premiera             | Premiera w Polsce (TVN) |
| --- | -- | ------------------------------------------------- | ------------------ | --------------------------------- | -------------------- | ----------------------- |
| 267 | 1  | The Phantom Menace                                | Charles Correll    | John Eisendrath                   | 8 września 1999      | 4 grudnia 2002          |
| 268 | 2  | Let's Eat Cake                                    | Joel J. Feigenbaum | Laurie McCarthy                   | 15 września 1999     | 5 grudnia 2002          |
| 269 | 3  | You Better Work                                   | Harvey Frost       | Gretchen J. Berg & Aaron Harberts | 22 września 1999     | 6 grudnia 2002          |
| 270 | 4  | A Fine Mess                                       | Allan Kroeker      | John Eisendrath                   | 29 września 1999     | 9 grudnia 2002          |
| 271 | 5  | The Loo-Ouch                                      | Kim Friedman       | Tyler Bensinger                   | 20 października 1999 | 10 grudnia 2002         |
| 272 | 6  | 80's Night                                        | Chip Chalmers      | John Eisendrath                   | 27 października 1999 | 11 grudnia 2002         |
| 273 | 7  | Laying Pipe                                       | Luke Perry         | Matt Dearborn                     | 3 listopada 1999     | 12 grudnia 2002         |
| 274 | 8  | Baby, You Can Drive My Car                        | Kevin Inch         | Gretchen J. Berg & Aaron Harberts | 10 listopada 1999    | 13 grudnia 2002         |
| 275 | 9  | Family Tree: Part 1 (Część 1)                     | Allison Liddi      | John Eisendrath                   | 17 listopada 1999    | 16 grudnia 2002         |
| 276 | 10 | What's in a Name: Part 2 (Część 2)                | Christopher Hibler | Scott Fifer                       | 17 listopada 1999    | 17 grudnia 2002         |
| 277 | 11 | Sibling Revelry                                   | Graeme Lynch       | John Eisendrath                   | 15 grudnia 1999      | 18 grudnia 2002         |
| 278 | 12 | Nine Yolks Whipped Lightly                        | Joel J. Feigenbaum | Laurie McCarthy                   | 22 grudnia 1999      | 19 grudnia 2002         |
| 279 | 13 | Tainted Love                                      | Robert Weaver      | Jim Halterman                     | 12 stycznia 2000     | 20 grudnia 2002         |
| 280 | 14 | I'm Using You 'Cause I Like You                   | Ian Ziering        | Gretchen J. Berg & Aaron Harberts | 19 stycznia 2000     | 23 grudnia 2002         |
| 281 | 15 | Fertile Ground                                    | Victor Lobl        | John Eisendrath                   | 26 stycznia 2000     | 30 grudnia 2002         |
| 282 | 16 | The Final Proof                                   | Brian Austin Green | Matt Dearborn & Tyler Bensinger   | 9 lutego 2000        | 2 stycznia 2003         |
| 283 | 17 | Doc Martin                                        | Kevin Inch         | John Eisendrath & Laurie McCarthy | 6 lutego 2000        | 3 stycznia 2003         |
| 284 | 18 | Eddie Waitkus                                     | Chip Chalmers      | John Eisendrath                   | 1 marca 2000         | 6 stycznia 2003         |
| 285 | 19 | I Will Be Your Father Figure                      | Tori Spelling      | Gretchen J. Berg & Aaron Harberts | 8 marca 2000         | 7 stycznia 2003         |
| 286 | 20 | Ever Heard the One About the Exploding Father?    | Anson Williams     | John Eisendrath & Laurie McCarthy | 15 marca 2000        | 8 stycznia 2003         |
| 287 | 21 | Spring Fever                                      | Allison Liddi      | Annie Brunner                     | 22 marca 2000        | 9 stycznia 2003         |
| 288 | 22 | The Easter Bunny                                  | Charles Correll    | John Eisendrath                   | 5 kwietnia 2000      | 10 stycznia 2003        |
| 289 | 23 | And Don't Forget to Give Me Back My Black T-Shirt | Allan Kroeker      | Matt Dearborn & Tyler Bensinger   | 19 kwietnia 2000     | 13 stycznia 2003        |
| 290 | 24 | Love is Blind                                     | Jennie Garth       | John Eisendrath                   | 26 kwietnia 2000     | 14 stycznia 2003        |
| 291 | 25 | I'm Happy for You...Really                        | Roy Campanella II  | Laurie McCarthy                   | 10 maja 2000         | 15 stycznia 2003        |
| 292 | 26 | The Penultimate: Part 1 (Część 1)                 | Michael Lange      | John Eisendrath                   | 17 maja 2000         | 16 stycznia 2003        |
| 293 | 27 | Ode to Joy: Part 2 (Część 2)                      | Kevin Inch         | John Eisendrath                   | 17 maja 2000         | 17 stycznia 2003        |

## Odcinki specjalne
| №   | #  | Tytuł                                             | Premiera               | Premiera w Polsce     |
| --- | -- | ------------------------------------------------- | ---------------------- | --------------------- |
| S1  | 1  | Beverly Hills, 90210: Behind The Zip Code         | 18 września 1992 (VHS) | nieemitowany          |
| S2  | 2  | Beverly Hills, 90210: Behind the Scenes           | 26 maja 1993           | nieemitowany          |
| S3  | 3  | Beverly Hills, 90210: A Christmas Special         | 19 grudnia 1994        | 27 grudnia 1998 (TVN) |
| S4  | 4  | The Best Moments of Beverly Hills, 90210          | 24 stycznia 1996       | nieemitowany          |
| S5  | 5  | Beverly Hills 90210: Our Favorite Moments         | 14 października 1998   | nieemitowany          |
| S6  | 6  | Beverly Hills 90210: The Final Goodbye            | 10 maja 2000           | nieemitowany          |
| S7  | 7  | E! True Hollywood Story                           | 22 lipca 2001          | nieemitowany          |
| S8  | 8  | Beverly Hills, 90210: 10 Year High School Reunion | 11 maja 2003           | nieemitowany          |
| S9  | 9  | Biography                                         | 28 września 2010 (DVD) | nieemitowany          |
| S10 | 10 | Where Are They Now?                               | 15 stycznia 2015       | nieemitowany          |
| S11 | 11 | The Story Behind                                  | 4 lutego 2015          | nieemitowany          |

## Film: 2015
W 2015 roku powstał 88 minutowy film telewizyjny zatytułowany The Unauthorized Beverly Hills, 90210 Story (Nieoficjalna historia Beverly Hills, 90210), przedstawiający kulisy i pracę na planie pierwszych pięciu sezonów serialu Beverly Hills, 90210. Mimo że bohaterowie przedstawieni w filmie odtwarzają oryginalne postacie, to są one granie przez zupełnie nowych aktorów. Tydzień po premierze filmu została wyemitowana siostrzana produkcja, opowiadająca o powstaniu serialu Melrose Place.
| №  | #  | Tytuł                                       | Polskie tłumaczenie                        | Reżyseria      | Scenariusz   | Premiera            | Premiera w Polsce |
| -- | -- | ------------------------------------------- | ------------------------------------------ | -------------- | ------------ | ------------------- | ----------------- |
| F1 | F1 | The Unauthorized Beverly Hills, 90210 Story | Nieoficjalna historia Beverly Hills, 90210 | Vanessa Parise | Jeffrey Roda | 3 października 2015 | nieemitowany      |